# Eskişehir
Eskişehir (significato letterale in turco città vecchia) è una città del nordovest della Turchia ed è capoluogo dell'omonima provincia. È situata nel luogo corrispondente all'antica Dorileo, a latitudine 39.7°N e longitudine 30.5°E, 250 km da Ankara e circa 350 km da Istanbul. Sorge sulle rive del fiume Porsuk a 792 m s.l.m. e nelle sue vicinanze si trovano sorgenti termali. Amministrativamente costituisce un comune metropolitano, formato dalle aree urbane dei distretti di Odunpazarı e Tepebaşı. Nel censimento del 2000 la città aveva 482793 abitanti.

## Storia
La città fu fondata intorno all'anno 1000 a.C. dalla popolazione del Regno di Frigia, regno che occupava parte della moderna Anatolia. Molti artefatti e sculture eseguiti da quel popolo possono essere trovati nel Museo Archeologico di Eskişehir. Nella città è possibile anche visitare il museo della pietra meerschaum o schiuma di mare, una pietra bianca porosa che si estrae in giacimenti nei pressi della città turca e che è usata principalmente per costruire pipe di alta qualità. Nel quarto secolo la città si spostò di circa dieci chilometri a nord est della sua posizione originale. Ogni qualvolta la città fu menzionata dagli antichi geografi, fu descritta come una delle più belle dell'Anatolia.
Come in molte altre città dell'Anatolia, il Cristianesimo vi arrivò dopo che Teodosio I ne fece religione ufficiale dell'Impero romano.
Esistono documenti risalenti all'inizio del quarto secolo che dimostrano come Eskişehir allora fosse sede vescovile. La città era chiamata Dorileo, e uno dei suoi vescovi, Eusebio II, nel V secolo ebbe un importante ruolo nella definizione dei dogmi della Chiesa. Nei pressi della città ebbe luogo durante la Prima crociata nel 1097, uno scontro durante il quale i guerrieri cristiani sconfissero i Turchi selgiuchidi di Rūm comandati da Kiliç Arslan I.

## Società
Eskişehir ospita una significativa comunità di tatari di Crimea. La città rappresentò, nei primi decenni del XX secolo, una destinazione popolare per i musulmani della Penisola balcanica, in particolare bosgnacchi, albanesi e turchi di Bulgaria, arrivati in occasione delle guerre balcaniche. Gli immigrati balcanici contribuirono significativamente allo sviluppo dell'attività metallurgica.
L'ambiente universitario e cosmopolita della città ha fatto di Eskişehir un'oasi del kemalismo e della cultura liberale in una regione tendenzialmente conservatrice e religiosa. La città rappresenta una roccaforte del Partito Popolare Repubblicano.

## Economia
Oggi Eskişehir è una delle città più industrializzate della Turchia. Tradizionalmente dipendente dalla produzione di farina e dall'attività delle fornaci per i mattoni, l'economia della città ebbe impulso dalla produzione delle rotaie per la linea ferroviaria tra Berlino e Baghdad. Eskişehir è stata sede della prima industria aeronautica turca e la base aerea alle porte della città ospita la Prima Forza Aerea Tattica turca, che ebbe ruolo fondamentale sul fronte meridionale della NATO durante la guerra fredda.
Oltre alla tradizionale lavorazione della pietra bianca, Eskişehir ospita industrie per la produzione di autocarri, elettrodomestici, motori per aerei da combattimento, attrezzature agricole, mattoni, cemento, zucchero raffinato, nonché industrie chimiche e tessili. Intorno alla città si trovano non solo i campus universitari, bensì anche numerose installazioni militari. Nel 2004 la città si è dotata di una rete di tram per il trasporto urbano.

## Attrazioni
Molte costruzioni della città furono rifatte dopo la Guerra d'indipendenza turca (1912-1922), quindi il luogo non presenta edifici antichi, tranne pochi casi come la Kursunlu Camii (moschea). Vicino ad Eskişehir però vi è il sito della antica città frigia di Dorylaeum e inoltre vi sono numerose sorgenti calde solforose.

## Educazione
Eskişehir ha due università, una è l'Anadolu Üniversitesi, che è la più grande della Turchia e ha una dimensione internazionale, tanto da vantare sedi in Europa. L'altro ateneo è l'Osmangazi Üniversitesi, che dispone di un ottimo dipartimento di medicina.

## Sport
Il Eskişehirspor Kulübü che milita in TFF 1. Lig, è il principale club calcistico cittadino.

## Galleria d'immagini

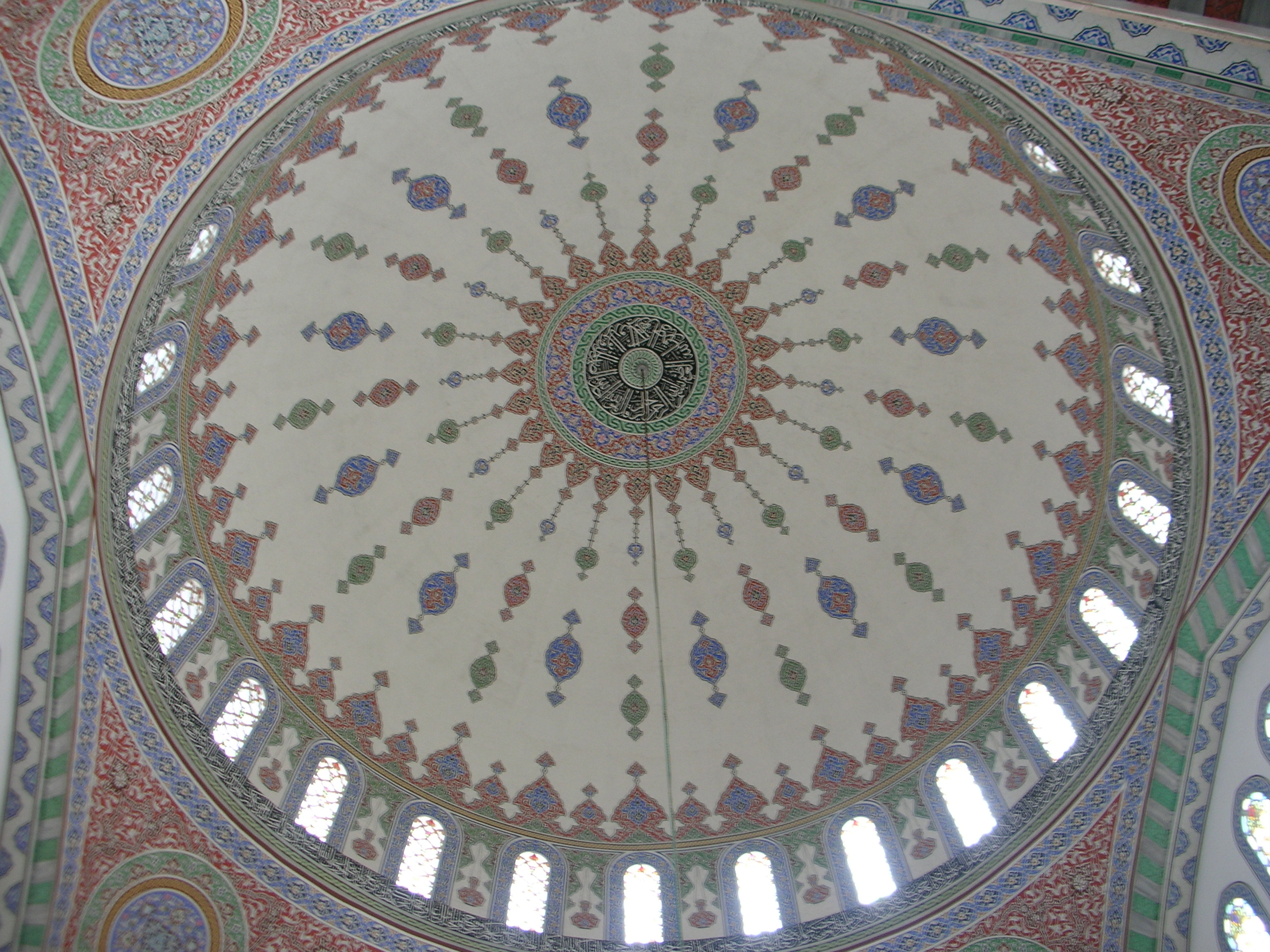
La cupola della maggiore moschea di Eskişehir
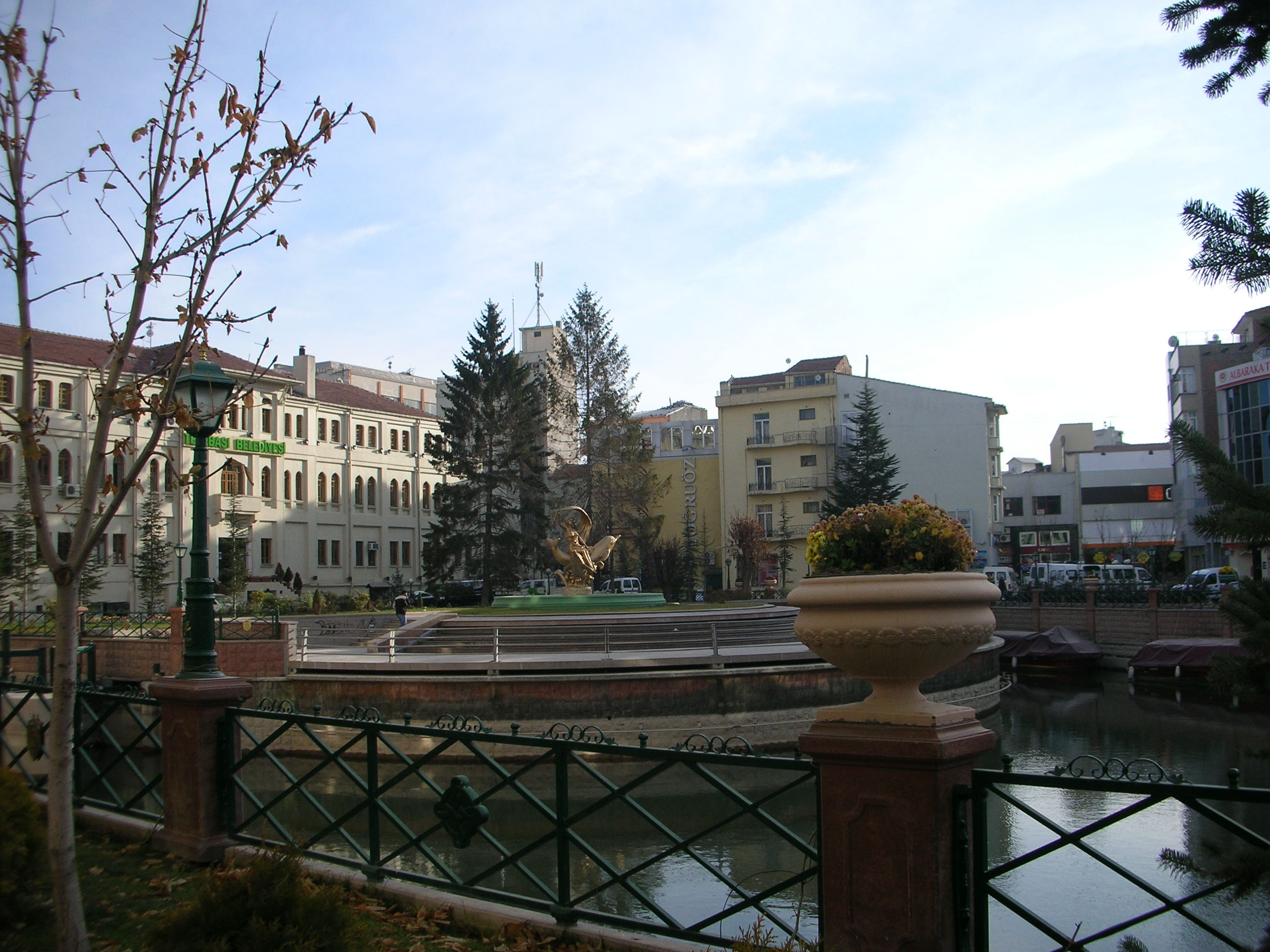
Una biforcazione del fiume che attraversa Eskişehir
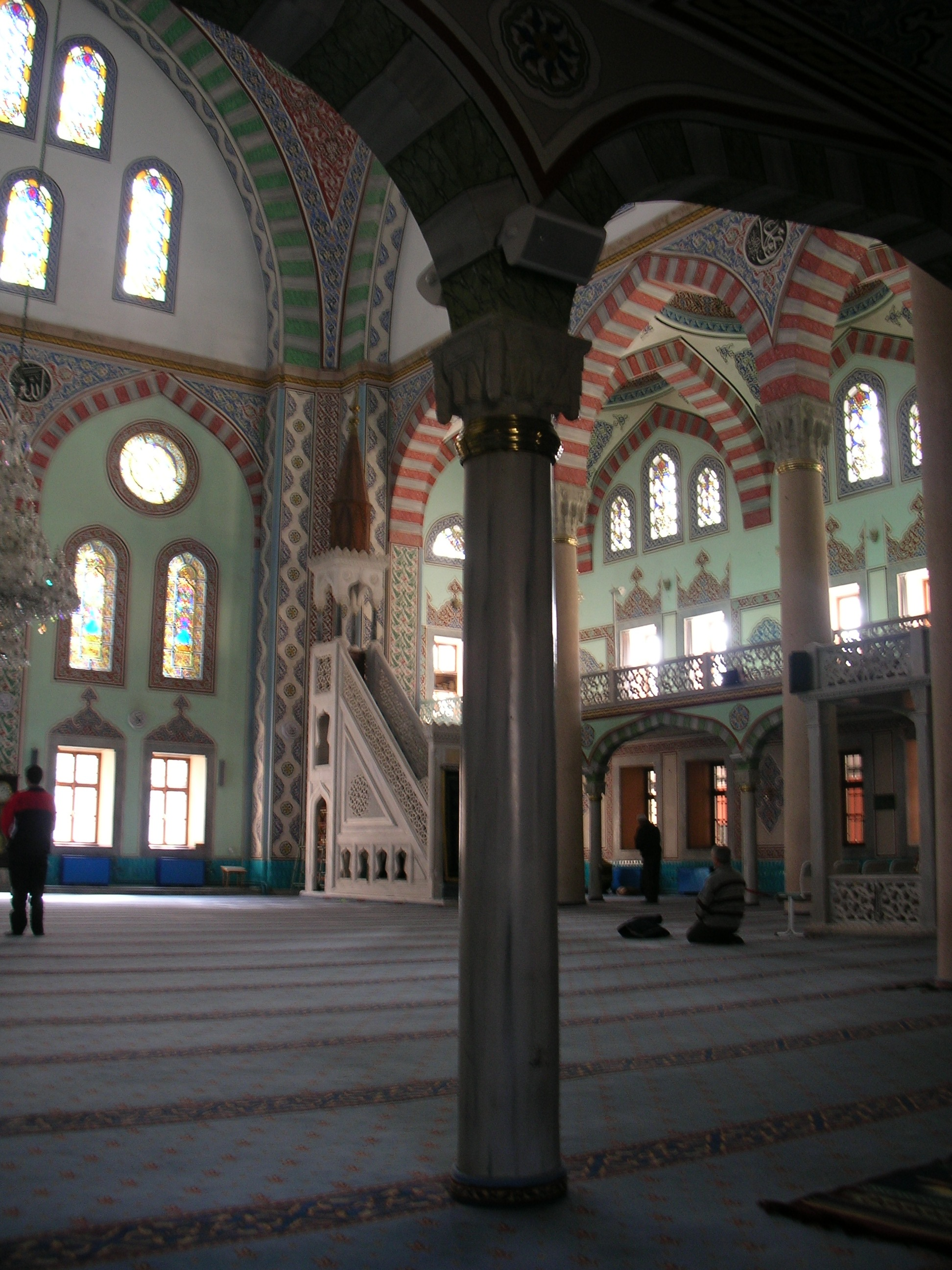
Interno della maggiore moschea di Eskişehir
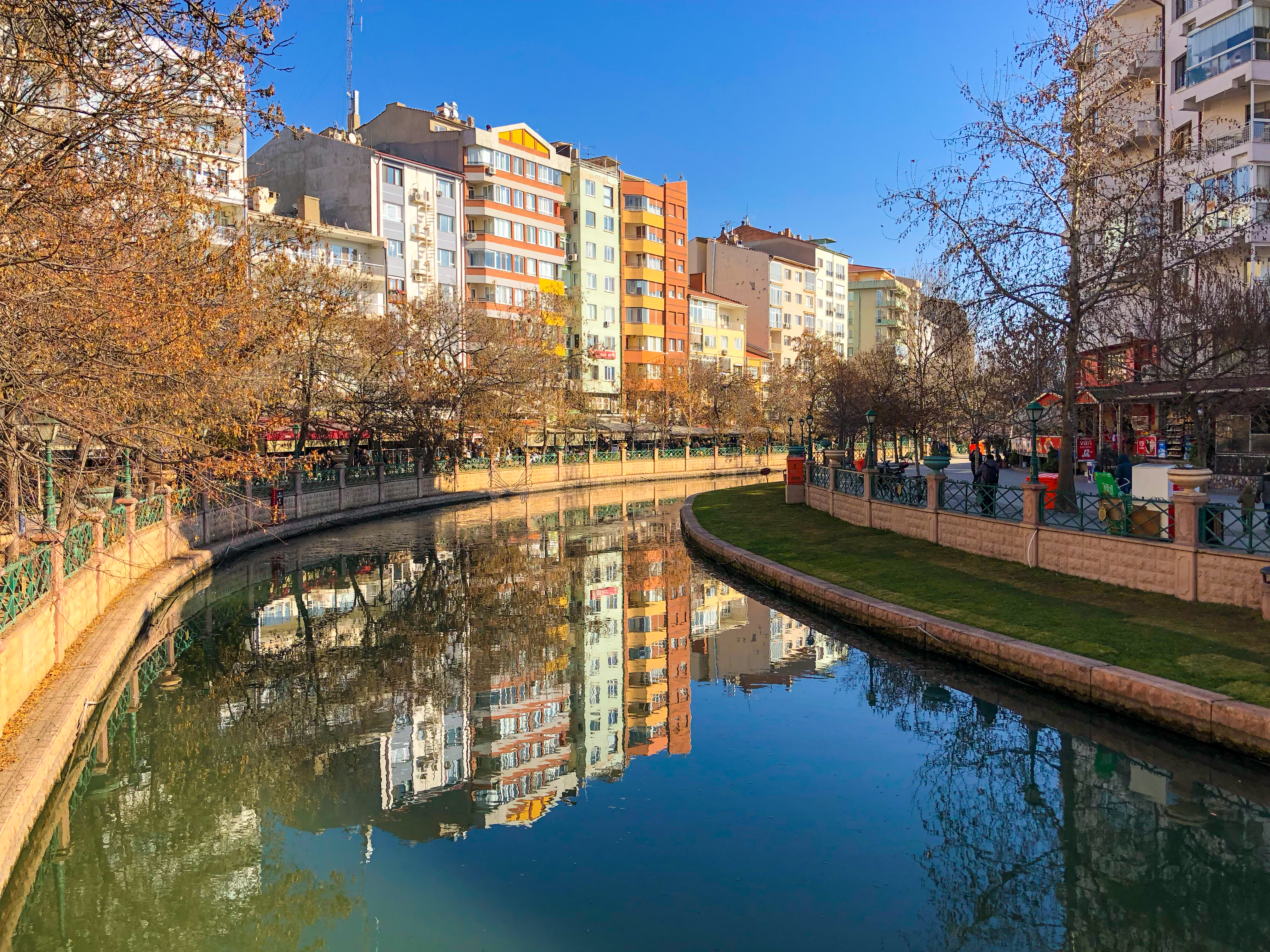
Il fiume costeggia una zona piena di locali, tra i quali pub, ristoranti, negozi, e caffè con narghilè.
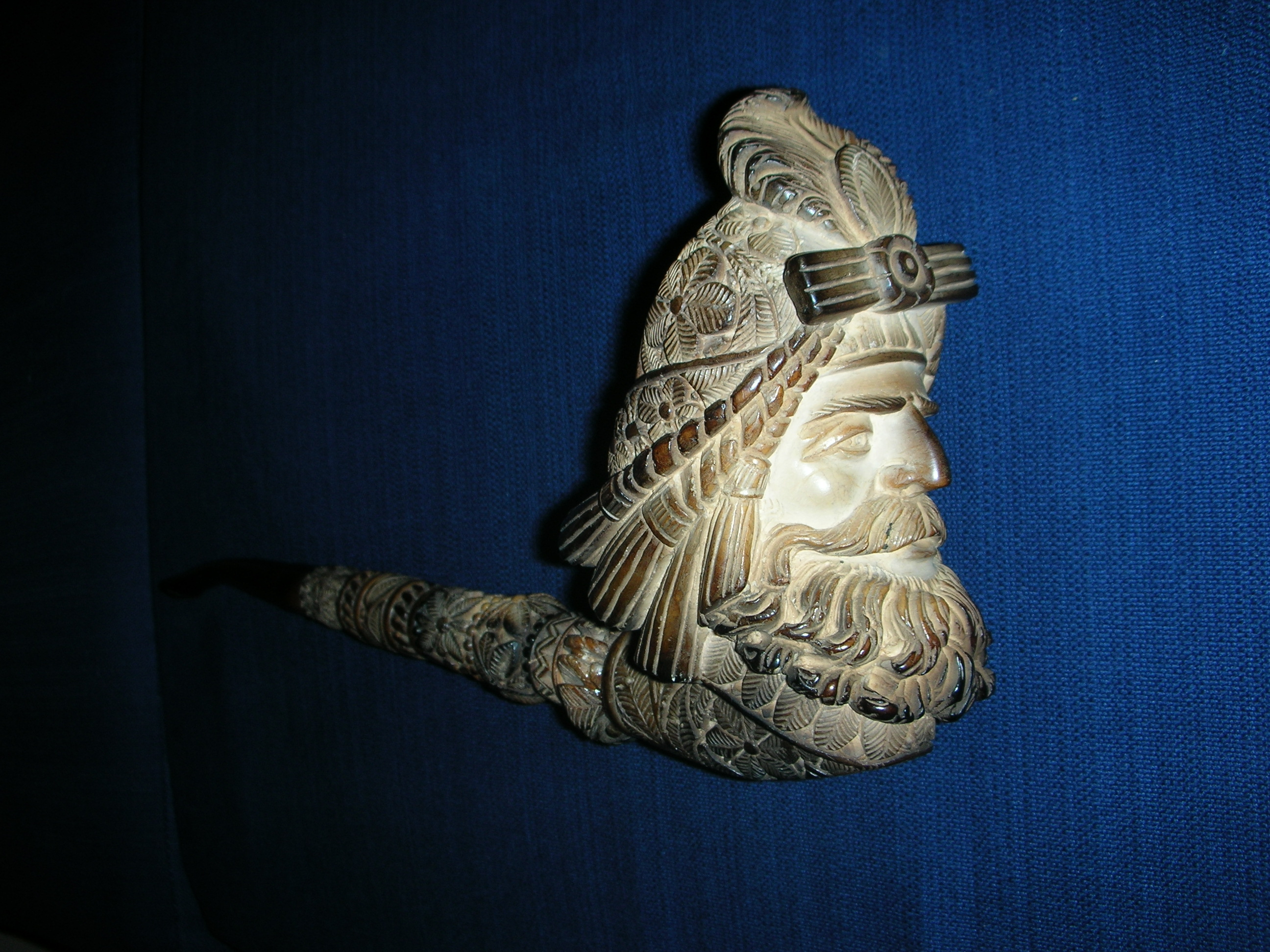
Una pipa di sepiolite, tipica produzione di Eskişehir